# Quistello
Quistello és un municipi situat al territori de la província de Màntua, a la regió de la Llombardia, (Itàlia).
Quistello limita amb els municipis de Concordia sulla Secchia, Moglia, Quingentole, San Benedetto Po, San Giacomo delle Segnate, San Giovanni del Dosso, Schivenoglia i Sustinente.
Pertanyen al municipi les frazioni de Nuvolato, San Rocco, Santa Lucia, Zambone

## Galeria

Localització de Quistello a la província de Màntua